# Isaac Todhunter
Isaac Todhunter, född den 23 november 1820 i Rye, Sussex, död den 1 mars 1884 i Cambridge, var en engelsk matematiker.
Todhunter, som var professor i matematik i Cambridge, utgav ett stort antal läroböcker inom skilda delar av matematiken och mekaniken, vilka länge var mycket använda även utanför England. Här kan nämnas The elements of Euclid (1862, flera upplagor; svensk översättning "Geometriska öfnings-satser till Euklides", 1864), A treatise on algebra (1858; "Algebra bearbetad för den svenska elementarundervisningen", I, 1865), A treatise on the differential calculus (1852; 8:e upplagan 1878) och A treatise on plane coordinate geometry (1855, 5:e upplagan 1874; "Plan koordinat geometri", 1872; "Öfningssatser till plana analytiska geometrien",. 1877). Todhunter skrev även flera förtjänstfulla matematisk-historiska arbeten, bland annat A history of the calculus of variations during the XIX:th century (1861) och A history of the mathematical theory of probability from the time of Pascal to that of Laplace (1865).